# Shannon Airport
För andra betydelser, se Shannon Airport (olika betydelser).
Shannon Airport (iriska: Aerfort na Sionainne) (IATA: SNN, ICAO: EINN) är en flygplats på Irland.
När passagerarflyget mellan Europa och Nordamerika var ungt mellanlandade planen på Shannon Airport för tankning. Flygplanens räckvidd var på den tiden inte så stor att man nådde fram till de större europeiska metropolerna med direktflyg.